# Île Matykil
L'île Matykil est la plus grande île des îles Iamsk dans le nord de la mer d'Okhotsk en Russie. 

## Description
L'île s'étend sur 8,7 km2. Son point culminant est à 697 m d'altitude. Il s'agit d'un site abritant une importante colonie de lions de mer de Steller (Eumetopias jubatus). Le campagnol boréal qui y vit appartient à la même lignée phylétique béringienne que la population de la péninsule du Kamtchatka,.
Les falaises côtières de Matykil sont occupées par des colonies d'oiseaux (ici la végétation est représentée par des communautés herbacées ouvertes de plusieurs dizaines d'espèces nitrophiles), et dans la partie supérieure la pente est lissée, couverte de toundra arbustive et de pins arbustifs avec des touffes d'espèces naines de cèdre. La diversité floristique est faible.